# Arnold J. Toynbee

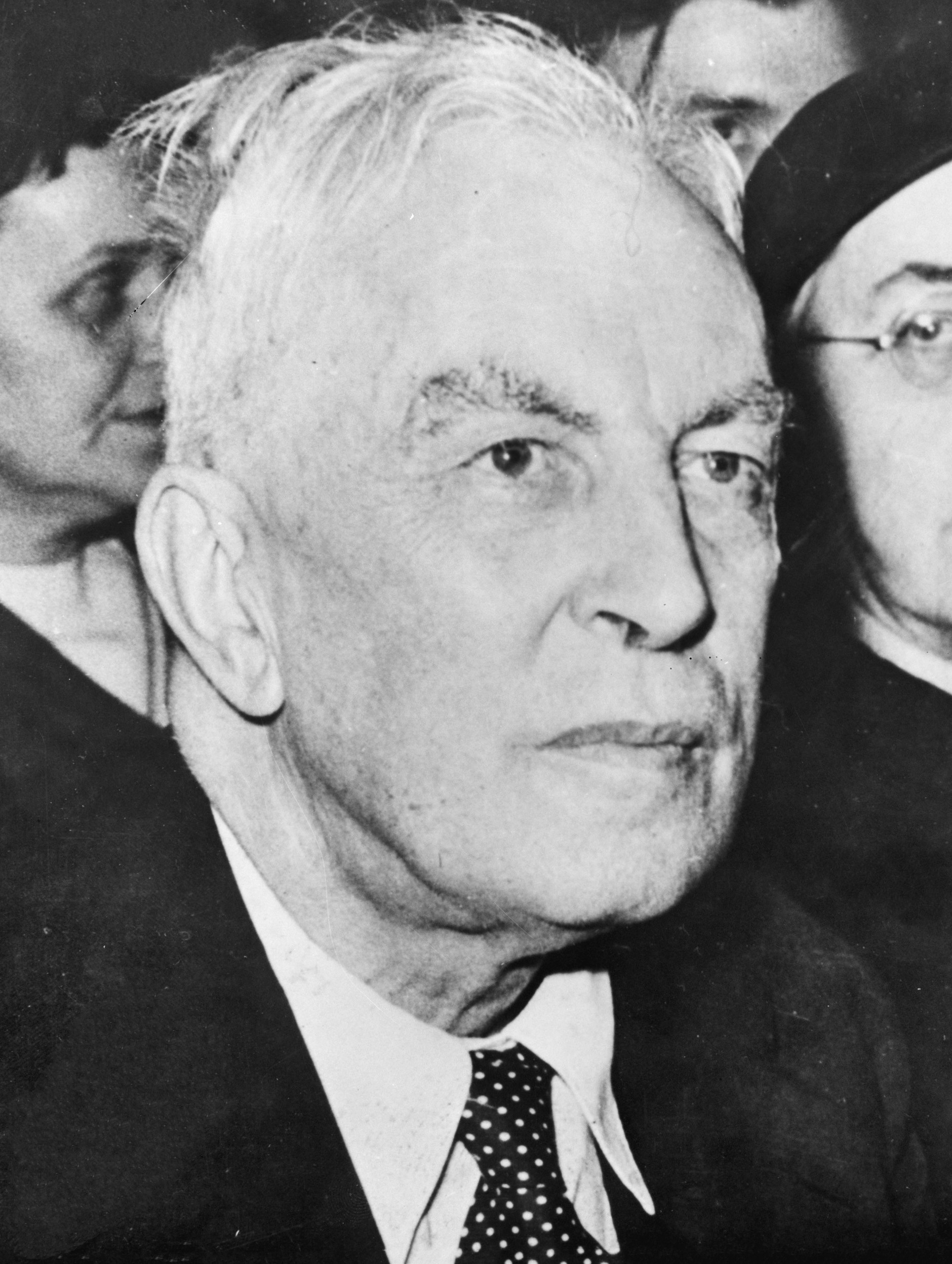
Arnold J. Toynbee, 1967

Arnold Joseph Toynbee (* 14. April 1889 in London; † 22. Oktober 1975 in York, Yorkshire) war ein britischer Kulturtheoretiker und ein bedeutender Geschichtsphilosoph des 20. Jahrhunderts. Er gilt als letzter großer Universalhistoriker.

## Leben
Sein Vater war Harry Valpy Toynbee (1861–1941), ein Bruder des britischen Volkswirtschaftswissenschaftlers und Wirtschaftshistorikers Arnold Toynbee, mit dem er häufig verwechselt wird. Toynbee studierte Geschichte in Winchester, in Heidelberg und am Balliol College in Oxford und arbeitete sowohl im Ersten als auch im Zweiten Weltkrieg für das britische Außenministerium. Er war Berater des War Propaganda Bureau und schrieb selbst gegen die Mittelmächte gerichtete Propaganda-Pamphlete.
Nach dem Krieg nahm er 1919 an der Friedenskonferenz von Versailles teil. Gleich anschließend übernahm er den neugeschaffenen Lehrstuhl des Koraes Professor of Modern Greek and Byzantine History, Language and Literature am King’s College London. Nachdem er im Manchester Guardian auf griechische Kriegsverbrechen im Griechisch-Türkischen Krieg hingewiesen hatte, wurde ihm der Lehrstuhl entzogen. Seit 1924 bekleidete er den Lehrstuhl für Internationale Geschichte an der London School of Economics and Political Science. Von 1925 bis 1956 war er zudem Direktor des Royal Institute of International Affairs. 1937 wurde er in die British Academy, 1941 in die American Philosophical Society, 1949 in die American Academy of Arts and Sciences und 1950 in die American Academy of Arts and Letters gewählt.

### Familie
Toynbee ist Vater des im Widerstand gegen das NS-Regime in der Bonner „Gruppe Universität der KPD“ unter Walter Markov tätigen Lokalhistorikers Anthony Toynbee, der sich bald darauf umbrachte, sowie des schillernden Schriftstellers Theodore Philip Toynbee (1916–1981). Zudem ist er Großvater der bekannten atheistischen Bürgerrechtlerin und Journalistin Polly Toynbee (* 1946), der Tochter von Theodore Philip Toynbee. Seine Schwester war die Klassische Archäologin Jocelyn Mary Catherine Toynbee. Der Wirtschaftshistoriker Arnold Toynbee ist sein Onkel.

## Lehre

### Der Gang der Weltgeschichte

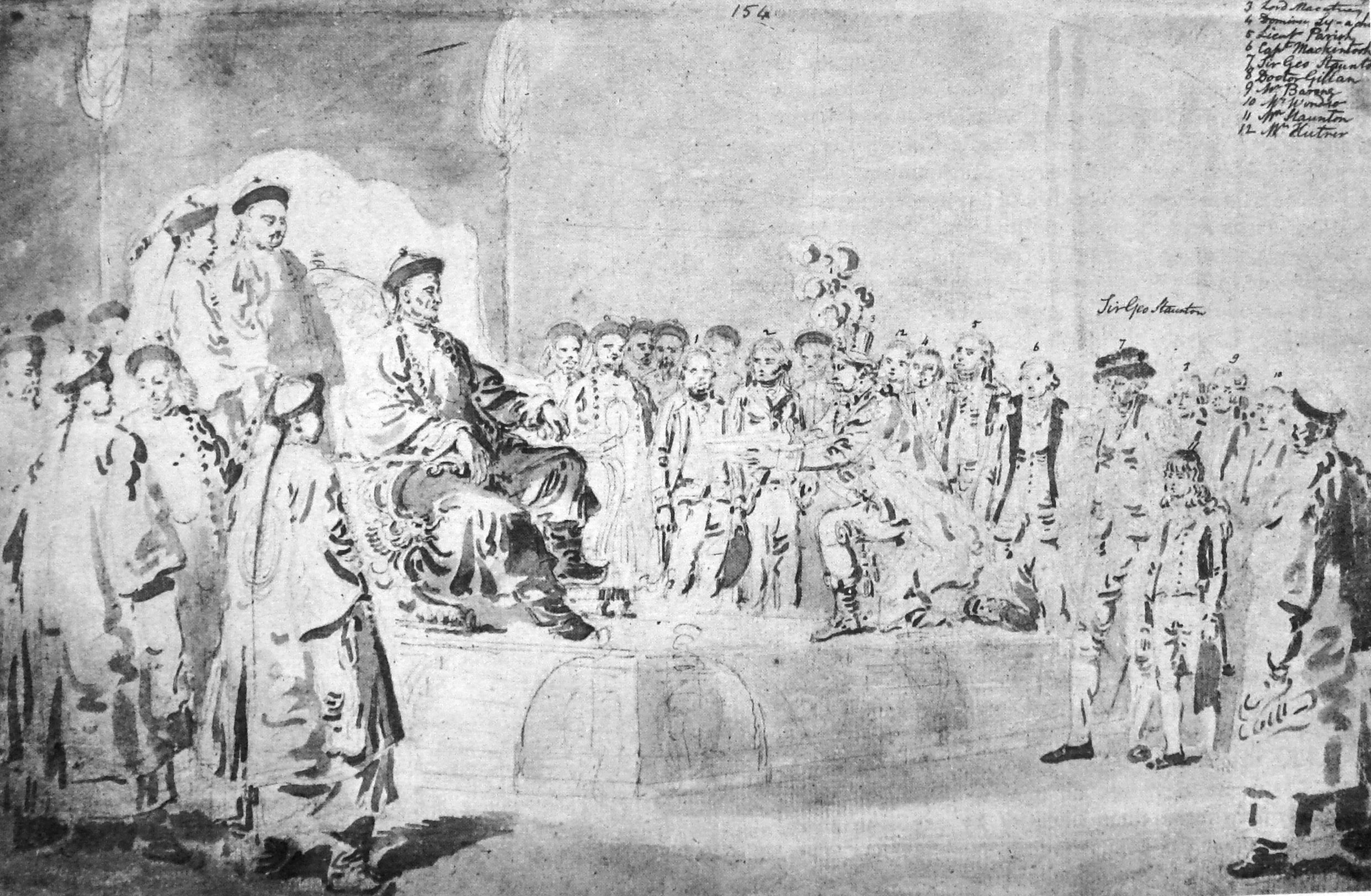
Aus A Study of History: Lord Macartney in China, 1793

Zwischen 1934 und 1961 arbeitete Toynbee an seinem zwölfbändigen Hauptwerk A Study of History (Der Gang der Weltgeschichte), in dem er die Bedingungen von Entstehung, Aufstieg und Verfall von Kulturen (civilizations) umfassend analysierte. Dabei widmete er in Abkehr von einer eurozentristischen Geschichtsschreibung den außereuropäischen Kulturen ebenso viel Aufmerksamkeit wie der europäischen.
Der Gang der Weltgeschichte knüpfte an die Weltgeschichtliche Betrachtungen von Jacob Burckhardt und Der Untergang des Abendlandes von Oswald Spengler an. Im Vergleich zu Spengler vertritt Toynbee aber nicht Spenglers kulturpessimistisch-deterministische Sicht, nach der alle Kulturen eine quasi naturgesetzliche und voneinander unabhängige Entwicklung von Aufstieg, Blüte und Verfall durchlaufen. Vielmehr propagiert Toynbee eine evolutionäre, prinzipiell ergebnisoffene Sichtweise. Danach entwickeln sich nicht alle Kulturen in einem steten Kreislauf von Aufstieg und Verfall, sondern jeweils unterschiedlich – je nach ihrer Fähigkeit, auf Herausforderungen angemessen zu reagieren.
Je höher der Anreiz zur Entwicklung einer Kultur, desto höher ist nach Toynbee deren spätere Entwicklungsstufe. Die Herausforderung könne zu gering, aber auch zu stark sein und zu einer Überdehnung der Kräfte führen. Demnach entwickelten sich Kulturen, die vor zu einfache oder zu schwere Herausforderungen gestellt werden, überhaupt nicht oder fielen in Stagnation. Letzteres sei beispielsweise bei den Polynesiern und den Eskimos der Fall, die sich der extremen Herausforderung gestellt hätten, die Wasserwüsten des Pazifik bzw. die Eiswüsten der Arktis zu besiedeln.
Andere Kulturen (Toynbee unterschied deren bis zu 32) hätten dagegen Lösungen für die zu bewältigende Aufgabe gefunden – wie etwa die altägyptische Kultur auf die jährlich wiederkehrenden Überschwemmungen des Nillandes – und seien dadurch zu großer Blüte gelangt. Einige davon gingen laut Toynbee auch wieder unter, andere dagegen erlebten eine Transformation in eine oder mehrere Tochterkulturen. So seien etwa die abendländische und die byzantinische Kultur aus der römisch-hellenistischen hervorgegangen. Wieder andere erwiesen sich als sehr langlebig – weil anpassungs- und wandlungsfähig – wie etwa die chinesische Kultur. Als entscheidende Triebkraft der Geschichte sieht Toynbee keine abstrakten Ideen oder Gesetzmäßigkeiten, sondern die Arbeit konkreter Menschen.
Während Katholizismus und Islam laut Toynbee die Rassenschranken durchbrochen haben, seien die Protestanten, vor allem die Puritaner, das Opfer von Missverständnissen des Alten Testaments und damit zu »Rassisten« geworden. So erklärt Toynbee sich auch die Vernichtung der Indianer durch die britischen Siedler. Auch die Juden hätten ihre Religion immer exklusiv mit ihrer Ethnie verbunden. In Israel wurde Toynbee daher kritisch betrachtet und als Antisemit eingestuft, unter anderem weil er Israel als unnatürlichen Anachronismus betrachtete und als „Fossil“ bezeichnet hatte. Nach einem Streitgespräch mit dem israelischen Botschafter in Ottawa, Ja’akov Herzog, musste Toynbee seine Einschätzungen revidieren und milderte sie ab, wobei er den jüdischen Staat zugleich in die Pflicht nahm, den atomaren Weltkrieg verhindern zu müssen.
Ein zentrales Merkmal von „Kulturen“ im Sinne Toynbees ist die Religion, weshalb heutige Beobachter Parallelen zu Samuel P. Huntingtons Kampf der Kulturen sehen. Den Humanismus der griechischen Antike und den Glauben der Aufklärung an die menschliche Vernunft sah er dagegen kritisch. Den modernen Nationalismus verurteilte er aufs Schärfste und auch den europäischen Kolonialismus, an dem er in seiner Jugend noch als Kolonialbeamter aktiv Anteil genommen hatte, kritisierte er.
Eine kritische Aufnahme seiner Ideen findet sich bei Franz Borkenau (Ende und Anfang).

### Weltkultur und Weltstaat
Toynbee sah einen allgemeinen Weltstaat im Entstehen, dessen große Herausforderung seiner Ansicht nach darin bestehe, den Frieden zu garantieren. In seinem letzten, universalgeschichtlichen Werk Menschheit und Mutter Erde von 1974 schreibt er:
„Die gegenwärtigen unabhängigen Regionalstaaten sind weder imstande, den Frieden zu bewahren, noch die Biosphäre durch die Verunreinigung durch den Menschen zu schützen oder ihre unersetzlichen Rohstoffquellen zu erhalten. Diese politische Anarchie darf nicht länger andauern in einer Ökumene, die längst auf technischem und wirtschaftlichem Gebiet eine Einheit geworden ist. Was seit fünftausend Jahren nötig ist – und sich in der Technologie seit hundert Jahren als durchführbar erwiesen hat –, ist eine weltumfassende politische Organisation, bestehend aus einzelnen Zellen von den Ausmaßen der neolithischen Dorfgemeinschaften – so klein und überschaubar, daß jedes Mitglied das andere kennt und doch ein Bürger des Weltstaates ist. […] In einem Zeitalter, in dem sich die Menschheit die Beherrschung der Atomkraft angeeignet hat, kann die politische Einigung nur freiwillig erfolgen. Da sie jedoch offenbar nur widerstrebend akzeptiert werden wird, wird sie wahrscheinlich so lange hinausgezögert werden, bis die Menschheit sich weitere Katastrophen zugefügt hat, Katastrophen solchen Ausmaßes, dass sie schließlich in eine globale politische Einheit als kleinerem Übel einwilligen wird.“

## Ehrungen
Der Asteroid (7401) Toynbee wurde am 24. November 2007 nach ihm benannt.

## Werke (Auswahl)
- Armenian Atrocities: the Murder of a Nation, Hodder & Stoughton. 1. Jan. 1915. NY
- A Study of History, Bd. I–X, London 1934–1954, Zusatzbde. XI–XII ebda. 1959/61 (von D.C. Somervell gekürzte und von Toynbee autorisierte jeweils einbändige Ausgaben der Bände I–VI sowie VII–X erschienen 1946 bzw. 1957 bei Oxford University Press, London)
- Der Gang der Weltgeschichte, 2 Bde., Zürich 1949 u. 1958 (im Europa Verlag erschienene dt. Fassung der Somervell-Ausgabe, übersetzt v. Jürgen von Kempski)
- Civilisation on Trial, New York 1948 (dt. Kultur am Scheidewege, Zürich 1949)
- Krieg und Kultur. Der Militarismus im Leben der Völker. (en: War and Civilization) Kohlhammer, 1950, DNB 576705209. Fischer-TB 1958, DNB 455096910.
- Die Welt und der Westen, Stuttgart 1953 (engl.: The World and the West, Oxford 1953)
- East to West: A Journey Round the World, New York 1958 (dt.: Von Ost nach West. Bericht einer Weltreise, Stuttgart 1958)
- Das Christentum und die Religionen der Welt, Gütersloh 1959 (engl.: Christianity among the Religions of the World, New York 1957)
- The Present-day Experiment in Western Civilisation, London 1962 (dt.: Die Zukunft des Westens, München 1964)
- Ströme und Grenzen. Eine Fahrt durch Indien, Pakistan, Afghanistan, Stuttgart 1963
- Menschheit – woher und wohin? Plädoyer für den Weltstaat, Stuttgart 1969
- The Greeks and Their Heritages. Oxford University Press, Oxford 1981 (posthum).
- Menschheit und Mutter Erde. Die Geschichte der großen Zivilisationen. marixverlag, Wiesbaden 2006, ISBN 978-3-86539-088-2 (englisch: Mankind and Mother Earth. A Narrative History of the World, 1976. Übersetzt von Karl Berisch).
- Turkey: Past and Future.

## Nachweise
1. ↑  German and English Propaganda in World War I Nymas, abgerufen am 12. August 2012 (englisch).
2. ↑  Andrew Mango, Atatürk. London 1999, ISBN 0-7195-5612-0, S. 329
3. ↑  Honorary Members: Arnold J. Toynbee. American Academy of Arts and Letters, abgerufen am 25. März 2019.
4. ↑  Peter Nitschke, Der Prozess der Zivilisationen: 20 Jahre nach Huntington: Analysen für das 21. Jahrhundert, Frank & Timme 2014, S. 51f
5. ↑  Yair Sheleg: This is how we ruined Toynbee's Theory, 24. Januar 2007
6. ↑  Arnold J. Toynbee: Menschheit und Mutter Erde. Die Geschichte der großen Zivilisationen, übers. von Karl Berisch, Claassen Verlag, Düsseldorf 1979, S. 501–502.

| Personendaten    | Personendaten                                        |
| ---------------- | ---------------------------------------------------- |
| NAME             | Toynbee, Arnold J.                                   |
| ALTERNATIVNAMEN  | Toynbee, Arnold Joseph                               |
| KURZBESCHREIBUNG | britischer Kulturtheoretiker und Geschichtsphilosoph |
| GEBURTSDATUM     | 14. April 1889                                       |
| GEBURTSORT       | London                                               |
| STERBEDATUM      | 22. Oktober 1975                                     |
| STERBEORT        | York, Yorkshire                                      |